# 亞瑟·拉克姆
亞瑟·拉克姆（Arthur Rackham，1867年9月19日—1939年9月6日）是一位英國插畫家。他是英國從1900年代開始至一戰前的插畫“黃金時代”代表畫家之一。死後名聲愈大，作品也常被各種賀卡採用。

## 生平
拉克姆生於倫敦，兄弟姐妹共12人。1884年17歲時被送到澳大利亞，由兩位姑姑陪同以治療其虛弱體質。 18歲時在威斯敏斯特火災保險公司作職員，并開始在蘭貝斯藝術學校兼修藝術。
1892年辭職開始為《The Westminster Budget》作插圖員和記者。第一本插圖畫集出版于1893年，此後插圖畫家就成了他一生的職業。
1903年與Edyth Starkie結婚，并在1908年育有一女芭芭拉（Barbara）。1906年獲米蘭國際藝術展覽金獎，1912年在巴塞羅那世界博覽會上再獲金獎。 後來其作品亦得以在盧浮宮展出。1939年因罹患癌癥逝世於薩里郡林普斯菲爾德。

## 圖像

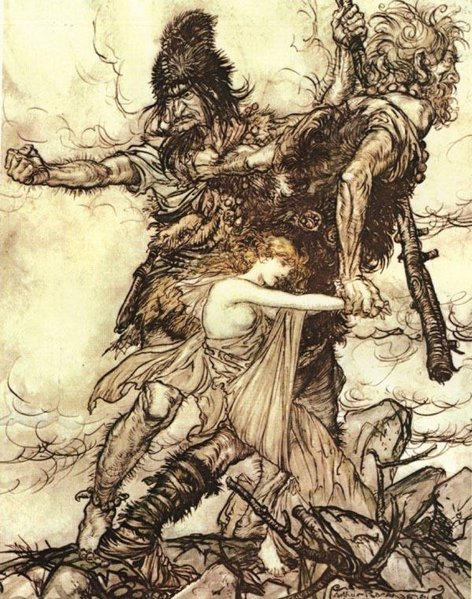
拉克姆為《萊茵的黃金》繪製的插圖，描繪法夫纳和法佐特追趕弗萊雅的場景
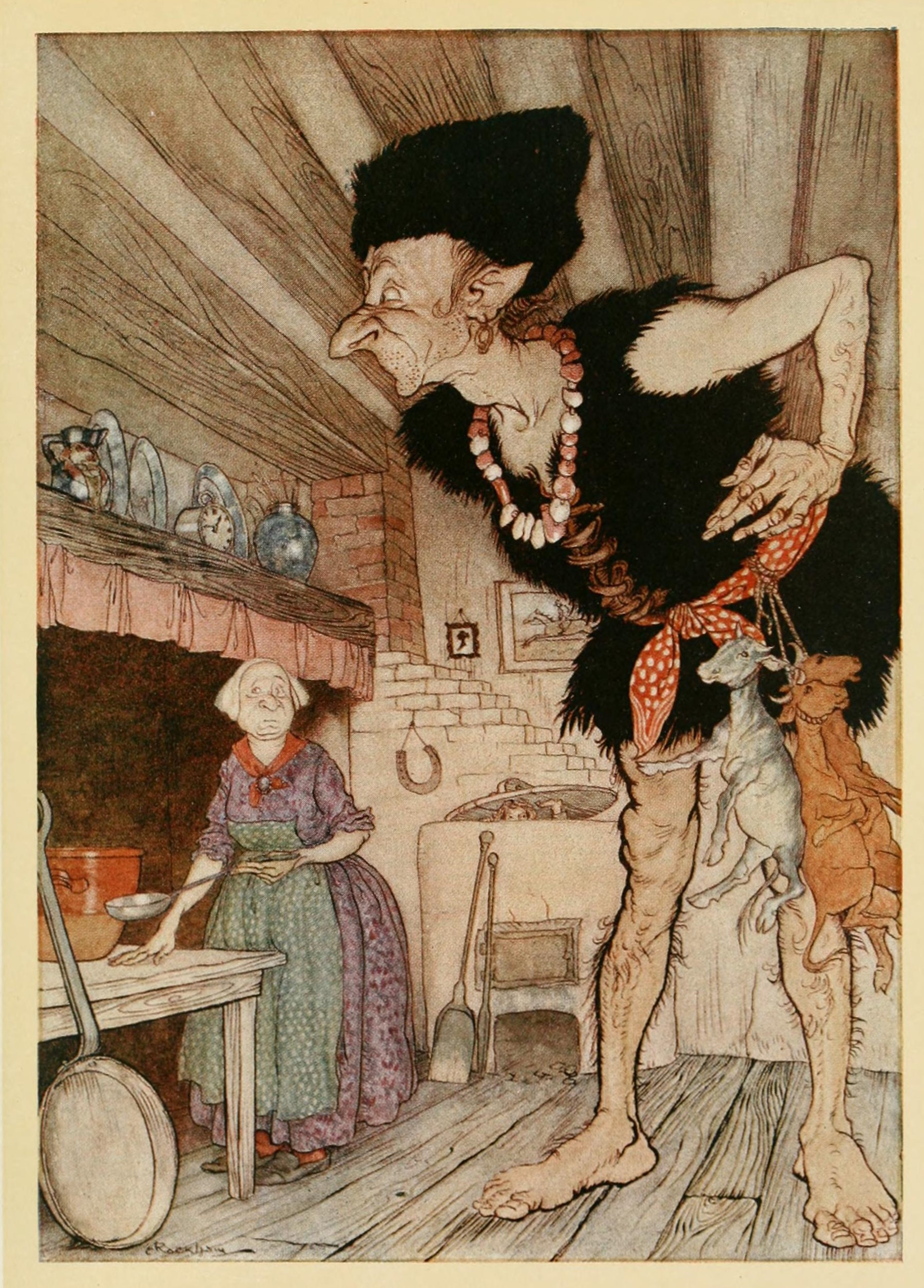
為佛羅拉·安妮·斯提爾1918年版《英語童話故事》（English Fairy Tales）所做的插圖
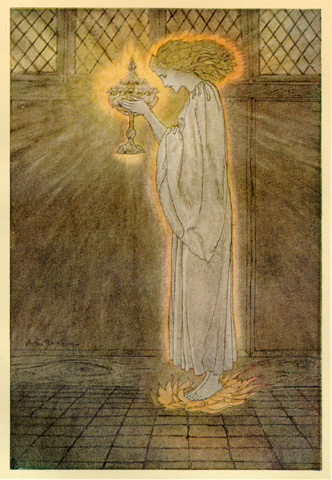
一幅關於圓桌騎士的插圖
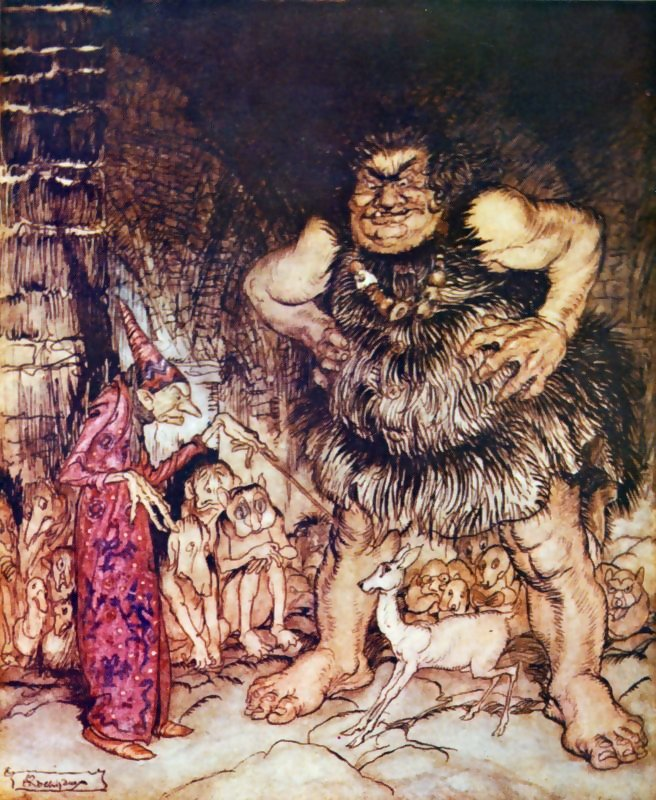
為佛羅拉·安妮·斯提爾《英語童話故事》所做的插圖
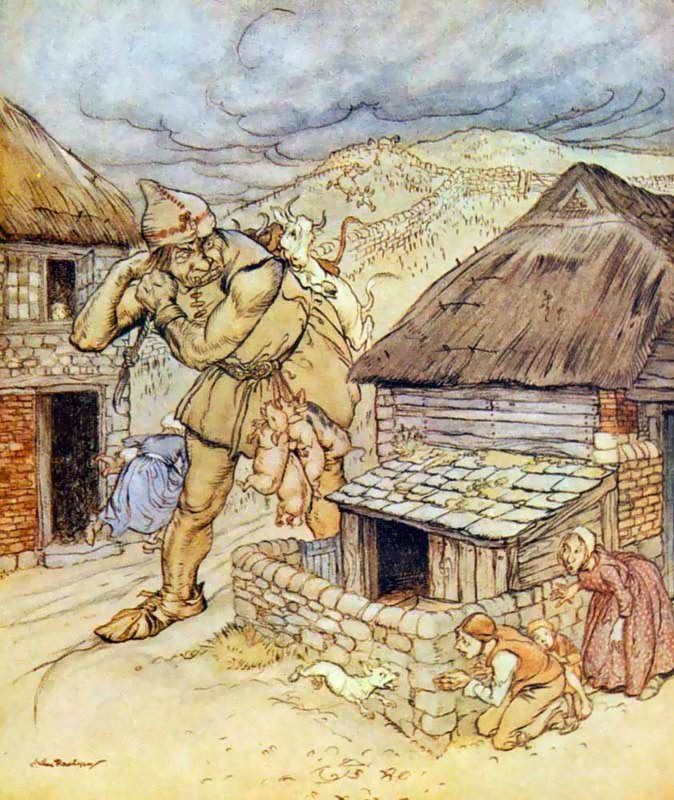
巨人莫蘭，為佛羅拉·安妮·斯提爾《英語童話故事》所做的插圖
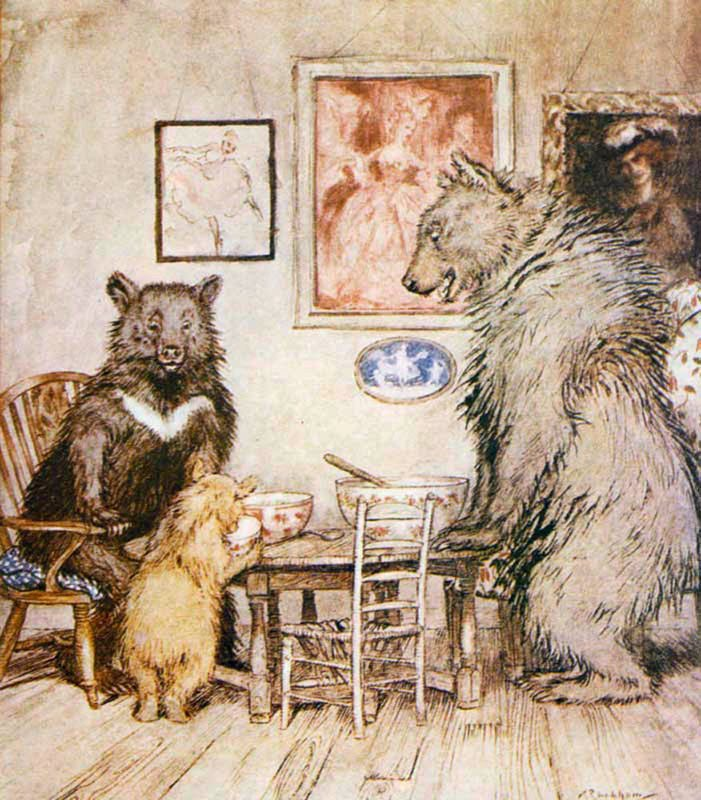
《三隻小熊》，為佛羅拉·安妮·斯提爾《英語童話故事》所做的插圖
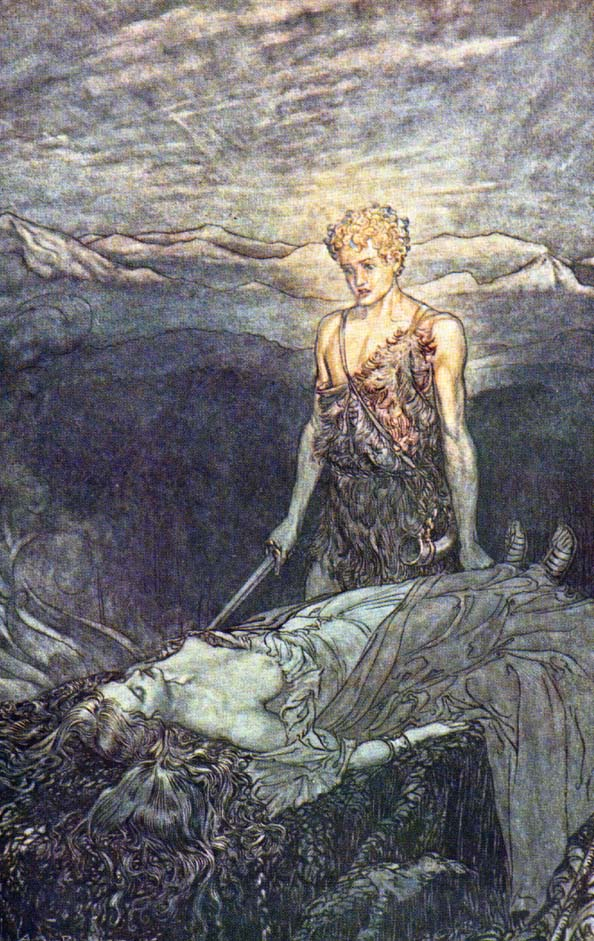
《西格得喚醒布倫希爾特》，為《尼伯龍根指環》繪製的插圖
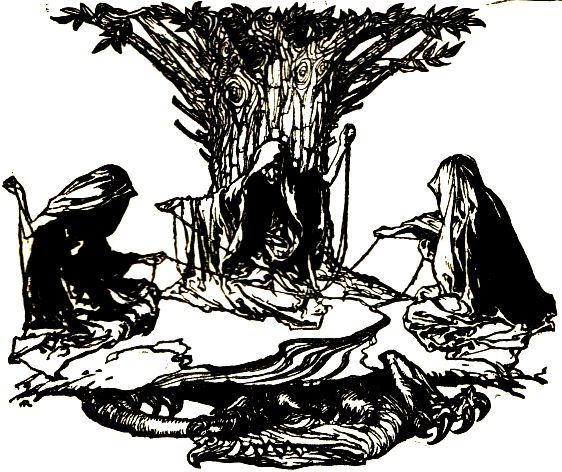
《諾倫編制命運》，為《尼伯龍根指環》繪製的插圖
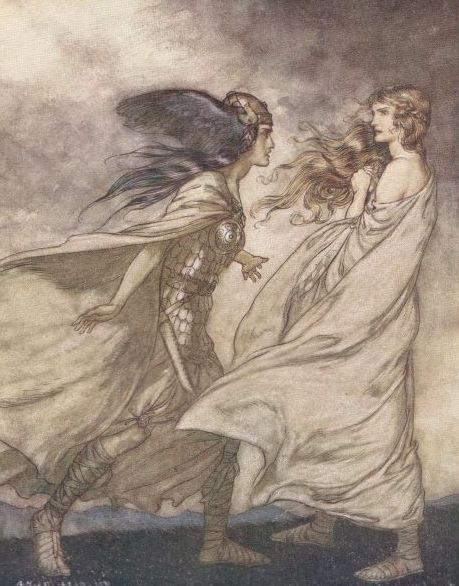
《瓦爾特洛德拜訪布倫希爾特》，為《尼伯龍根指環》繪製的插圖
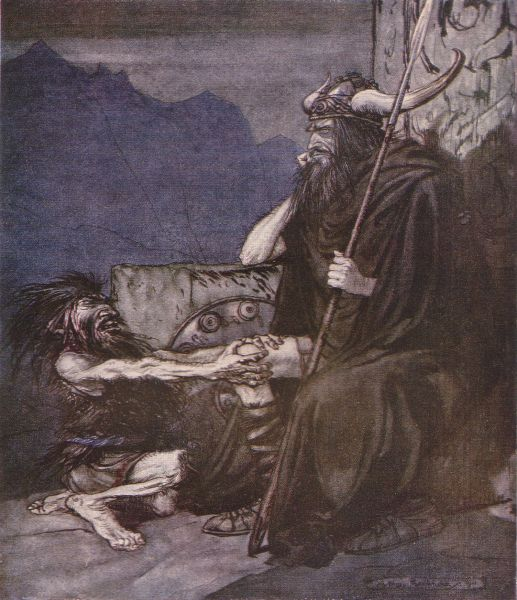
《阿爾貝利西與哈根交談》 ，為《尼伯龍根指環》繪製的插圖
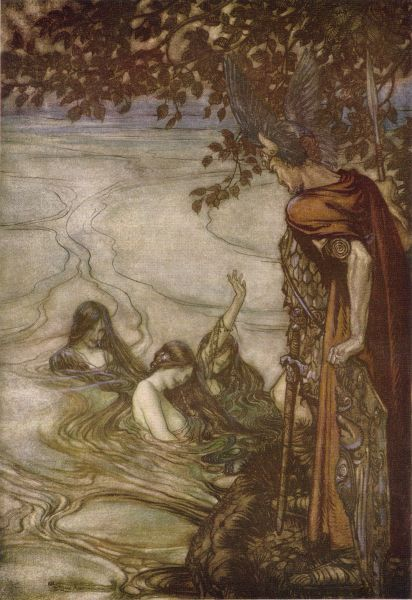
《萊茵少女提醒齊格弗里德》，為《尼伯龍根指環》繪製的插圖
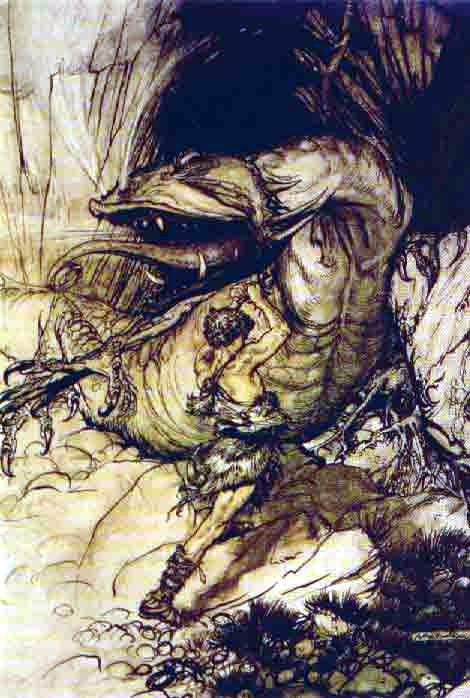
《齊格弗里德殺死法夫納》，為《尼伯龍根指環》繪製的插圖
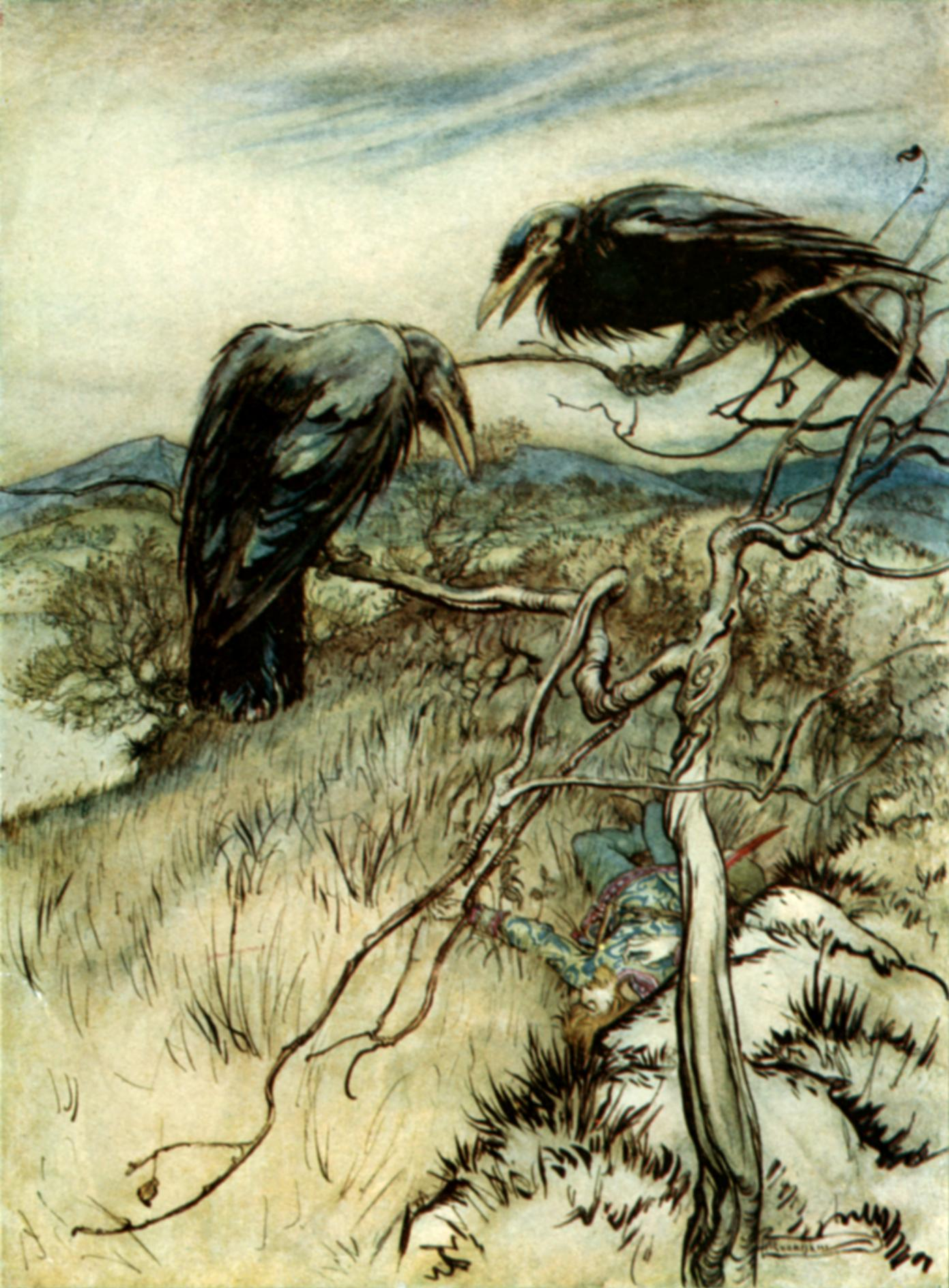
《兩隻烏鴉》

## 外部連結
- Works by Rackham (archive.org)
- 亞瑟·拉克姆的作品  - 古騰堡計劃
- Arthur Rackham and his art（页面存档备份，存于）
- Biography Online Gallery Ephemea freely downloadable at Fairyworx,Part of the Golden Age of Illustrators Collection  （页面存档备份，存于）
- Arthur Rackham's illustrations for Fairy Tales, Myths and Legends （页面存档备份，存于）
- Innovated Life Art Gallery: Select illustrations by Arthur Rackham, biography and contemporary reviews
- The Illustrators Project: Arthur Rackham; contains a bibliography
- Alice's Adventures in Wonderland, illustrated by Arthur Rackham（页面存档备份，存于）
- Arthur Rackham art at Art Passions (free online gallery)
- SurLaLune Fairy Tale Pages: Fairy Tale Illustrations of Arthur Rackham
- Arthur Rackham artwork at American Art Archives web site （页面存档备份，存于）
- Complete Arthur Rackham Collection for 'The Ring of the Nibelung'
- Information about Arthur Rackham and his art（页面存档备份，存于）